# Bigbug
Bigbug (Originaltitel: BigBug) ist eine französische Science-Fiction-Komödie, die am 11. Februar 2022 von Netflix veröffentlicht wurde.

## Handlung
Im Jahr 2045 ist die künstliche Intelligenz allgegenwärtig. In einem ruhigen Wohnviertel empfängt Alice Max einen Mann, der versucht, sie zu verführen, indem er über Kunst spricht und der von seinem Teenager-Sohn Leo begleitet wird. Alice’ Ex-Mann Victor taucht mit ihrer Tochter Nina und seiner neuen Freundin Jennifer auf, die er heiraten will. Kurz darauf trifft auch Alice’ Nachbarin Françoise ein, die ihren Hund abholen will.
Plötzlich werden alle Gäste von den vier wohlmeinenden Haushaltsrobotern zu ihrer eigenen Sicherheit eingesperrt. Hintergrund ist eine staatlich angeordnete Gefahrenstufe der sogenannten Yonyx – Cyborgs mit identischem Aussehen. 
Während die Roboter versuchen, menschliche Züge anzunehmen, um geliebt zu werden und ihre Schützlinge zu beruhigen, suchen diese Wege nach draußen.

## Produktion
Jean-Pierre Jeunet hatte BigBug mehreren Produzenten in Frankreich vorgestellt, jedoch ohne Erfolg, obwohl sein Film Die fabelhafte Welt der Amélie weltweit 140 Millionen US-Dollar eingespielt hat. „Ich war sehr deprimiert bei dem Gedanken, nicht drehen zu können“, sagte er der AFP. Für den Regisseur war es ein Glücksfall, dass Netflix die Produktion übernahm. Während Netflix bei Filmschaffenden Kontroversen auslöst, sieht Jeunet die Plattform als Chance in einer Branche, in der „das Marketing die Macht übernommen hat und jetzt die Entscheidungsträger Leute sind, die von Wirtschaftsschulen kommen und Ihnen erklären, wie man einen Film macht“.
„Mit Netflix war es eine Art Traum. Sie schrieben mich an und fragten: ‚Haben Sie etwas?‘ Und ich sagte: ‚Ja, ich habe einen Film, aber in Frankreich mag ihn niemand. Sie werden ihn nicht mögen.‘ Vierundzwanzig Stunden später bekam er grünes Licht!“
Die Chef-Dekorateurin Aline Bonetto, ausgezeichnet mit zwei César sowie Oscar-nominiert für Die fabelhafte Welt der Amélie und Mathilde – Eine große Liebe, hat Kulissen entworfen, die sowohl von amerikanischen Möbeln der 1950er und 1960er Jahre als auch von der Welt von Jacques Tati und James Turrell inspiriert sind.